# Michal Hanuš
Michal Hanuš (* 1980 Vrchlabí) je český varhaník.

## Život
Narodil se roku 1980 v podkrkonošském Vrchlabí, žije v Lánově, vystudoval AMU v Praze a Hudební univerzitu v norském Oslu, ale působí zejména v Kutné Hoře v chrámu sv. Barbory, sv. Jakuba, Panny Marie Na Náměti, klášteře v Sedlci a sedlecké kostnici.
S hudbou začal až v relativně pozdním věku (12–15 let), kdy se začal u místního kněze učit hrát na klavír a na varhany. Mimoto zpíval v chrámovém sboru v rodném Vrchlabí a v Pardubickém pěveckém souboru Bonifates. S ním potom absolvoval i jako doprovázející varhaník turné téměř po celém světě. Několikrát vystupoval v pražském Rudolfinu s různými významnými českými symfonickými orchestry.
Od roku 2012 také pravidelně organizuje Kutnohorský varhanní festival. Každý rok také pravidelně hraje na různých místech v Kutné Hoře a okolí na akci Noc kostelů (např. v roce 2020 v Uhlířských Janovicích).